# Independent Spirit Awards 2018
34. ročník udílení Independent Spirit Awards se konal 23. února 2019 v Santa Monice v Kalifornii. Ceremoniál bude vysílat americká televizní stanice IFC. Aubrey Plaza bude večer moderovat. Nominace byly vyhlášeny herečkami Molly Shannon a Gemmou Chan dne 16. listopadu 2018.

## Nominace
| Nejlepší film | Nejlepší režie |
| --- | --- |
| - Eighth Grade - Zoufalství a naděje - If Beale Street Could Talk - Beze stop - Nikdys nebyl | - Debra Granik – Beze stop - Barry Jenkins – If Beale Street Could Talk - Tamara Jenkins – Private Life - Lynne Ramsay – Nikdys nebyl - Paul Schrader – Zoufalství a naděje                                                           |
| Nejlepší herec v hlavní roli | Nejlepší herečka v hlavní roli |
| - John Cho – Searching - Daveed Diggs – Blindspotting - Ethan Hawke – Zoufalství a naděje - Christian Malheiros – Socrates - Joaquin Phoenix – Nikdys nebyl                                                                                              | - Glenn Close – Žena - Toni Collette – Děsivé dědictví - Elsie Fisher – Eighth Grade - Regina Hall – Holky sobě - Helena Howard – Madeline's Madeline - Carey Mulligan – Wildlife                                                     |
| Nejlepší herec ve vedlejší roli | Nejlepší herečka ve vedlejší roli |
| - Raúl Castillo – Jsme zvířaty - Adam Driver – BlacKkKlansman - Richard E. Grant – Can You Ever Forgive Me? - Josh Hamilton – Eighth Grade - John David Washington – Monsters and Men                                                                    | - Kayli Carter – Private Life - Tyne Daly – A Bread Factory - Regina Kingová – If Beale Street Could Talk - Thomasin McKenzie – Beze stop - J. Smith-Cameron – Nancy                                                                  |
| Nejlepší scénář | Nejlepší první scénář |
| - Richard Glatzer, Rebecca Lenkiewicz a Wash Westmoreland - Colette: Příběh vášně - Nicole Holofcener a Jeff Whitty - Can You Ever Forgive Me? - Tamara Jenkins – Private Life - Boots Riley – Sorry to Bother You - Paul Schrader – Zoufalství a naděje | - Bo Burnham – Eighth Grade - Christina Choe – Nancy - Cory Finley – Thoroughbreds - Jennifer Fox – Příběh - Laurie a Quinn Shephard – Blame                                                                                          |
| Nejlepší první film | Nejlepší dokument |
| - Ari Aster – Děsivé dědictví - Paul Dano – Wildlife - Jennifer Fox – Příběh - Boots Riley – Sorry to Bother You - Jeremiah Zagar – Jsme zvířaty | - Hale County This Morning, This Evening - Minding the Gap - O otcích a synech - On Her Shoulders - Shirkers - Won't You Be My Neighbor?                                                                                              |
| Nejlepší kamera | Nejlepší střih |
| - Ashley Connor – Madeline's Madeline - Diego Garcia – Wildlife - Benjamin Loeb – Mandy – Kult pomsty - Sayombhu Mukdeeprom – Suspiria - Zak Mulligan – Jsme zvířaty                                                                                     | - Joe Bini – Nikdys nebyl - Keiko Deguchi, Brian A. Kates a Jeremiah Zagar – Jsme zvířaty - Luke Dunkley, Nick Fenton, Chris Gill a Julian Hart – American Animals - Anne Fabini, Alex Hall a Gary Levy – Příběh - Nick Houy – Mid90s |
| Nejlepší cizojazyčný film | |
| - Vzplanutí • Jižní Korea - Favoritka • Spojené království - Šťastný Lazzaro • Itálie - Roma • Mexiko - Zloději • Japonsko | |